# جراردو اورتگا (بازیکن فوتبال)
جراردو اورتگا (انگلیسی: Gerardo Ortega؛ زادهٔ ۱۳ اکتبر ۱۹۴۷) بازیکن فوتبال اهل اسپانیا است.
وی همچنین در تیم ملی فوتبال اسپانیا بازی کرده‌است.